# Теолошки факултет Београд (адвентистички)
Теолошки факултет Београд је образовна институција Хришћанске адвентистичке цркве у Београду.  Факултет је почео са радом 1931. године када је основана висока адвентистичка школа у Раковици. Теолошки факултет Хришћанске адвентистичке цркве поседује ААА акредитацију која је призната свугде у иностранству, али и на неким факултетима у Србији.

## Историјат
У периоду између 1955. и 1974. студенти теологије са ових простора су се образовали у Раковици, а од 1974. до 1992. у Марушевцу код Вараждина у Хрватској. Теолошки факултет у Марушевцу је наставио са радом, али због распада СФРЈ, створила се потреба за отварањем теолошког факултета у Београду.
Након распада СФРЈ Хришћанска адвентистичка црква купује зграду на Бановом брду, у улици Боре Марковића број 11. Неколико првих година рада факултет је поседовао акредитацију Григс универзитета из Сједињених Америчких Држава. При оснивању факултета највећи допринос су дали професори др Радиша Антић и др Мирослав Пујић.